# Euseius liangi
Euseius liangi är en spindeldjursart som beskrevs av Chant och D. McMurtry 2005. Euseius liangi ingår i släktet Euseius och familjen Phytoseiidae. Inga underarter finns listade i Catalogue of Life.